# ポラテクノ
株式会社ポラテクノは、新潟県上越市に本社を置く液晶ディスプレイの偏光フィルムなどの開発・製造・販売を行う企業である。1991年、日本化薬と有沢製作所の合弁会社として設立された。日本化薬の連結子会社。

## 沿革
- 1991年7月 - 日本化薬と有沢製作所の合弁会社として株式会社ポラテクノ設立。
- 2006年3月 - ジャスダック上場。
- 2019年
  - 10月 - 日本化薬による株式公開買付けが成立[2]。
  - 11月8日 - ジャスダック上場廃止[3]。
  - 11月12日 - 株式売渡請求により、日本化薬の完全子会社となる[4]。